# 2 Hollywood
2 Hollywood is een Vlaams televisieprogramma met Anthony Arandia en Rik Willems in de hoofdrol. Het programma wordt uitgezonden op JIM en telt 9 afleveringen.

## Opzet
Arandia en Willems trekken naar Hollywood om daar een rol in een film te bemachtigen. De regels ter plaatse zijn echter niet evident: men moet een werkvergunning hebben, een betrouwbare agent, en men moet vooral veel contacten leggen. In het programma worden Arandia en Willems gevolgd op weg naar hun filmrol in Hollywood.
In de achtste aflevering blijkt dat de hele reeks fictie was. Alles was geacteerd. Acht weken had iedereen die hiervan wist, moeten zwijgen. De makers deden dit om origineel te zijn, maar ook omdat het programma als realityreeks niet interessant genoeg zou zijn.